# Gauliga Baden 1935/36
Die Gauliga Baden 1935/36 war die dritte Spielzeit der Gauliga Baden im Fußball. Lange Zeit hatte der 1. FC Pforzheim die Tabelle angeführt, doch zwei Niederlagen in Mannheim in der Rückrunde verhinderten die erste Gaumeisterschaft des Clubs. Die Gauligasaison startete am 1. September 1935 und endete am 11. Juni 1936. Die Gaumeisterschaft sicherte sich zum zweiten Mal nach 1934 der SV Waldhof Mannheim, der mit einem 5:0-Heimsieg am 8. März 1936 über den bis dahin Erstplatzierten 1. FC Pforzheim (dreifacher Torschütze: Otto Siffling) die Wende eingeleitet hatte, und qualifizierte sich damit für die Endrunde um die deutsche Meisterschaft. Absteigen mussten Aufsteiger Amicitia Viernheim sowie der Vizemeister des Vorjahres, Phönix Karlsruhe.

## Kreuztabelle
Die Kreuztabelle stellt die Ergebnisse aller Spiele dieser Saison dar. Die Heimmannschaft ist in der linken Spalte, die Gastmannschaft in der oberen Zeile aufgelistet.
| 1935/36                  | SV Waldhof Mannheim | 1. FC Pforzheim | Karlsruher FV | VfR Mannheim | VfL Neckarau | FC Germania Brötzingen | VfB Mühlburg | Freiburger FC | SpVgg Amicitia Viernheim | FC Phönix Karlsruhe |
| ------------------------ | ------------------- | --------------- | ------------- | ------------ | ------------ | ---------------------- | ------------ | ------------- | ------------------------ | ------------------- |
| SV Waldhof Mannheim      |                     | 5:0             | 8:2           | 3:4          | 5:1          | 3:0                    | 3:1          | 3:2           | 7:0                      | 3:1                 |
| 1. FC Pforzheim          | 3:0                 |                 | 2:0           | 1:2          | 6:3          | 4:0                    | 1:1          | 4:1           | 5:0                      | 2:4                 |
| Karlsruher FV            | 3:2                 | 1:1             |               | 3:4          | 4:1          | 1:1                    | 1:1          | 3:0           | 5:0                      | 3:0                 |
| VfR Mannheim             | 2:7                 | 2:0             | 2:1           |              | 0:3          | 3:2                    | 2:2          | 5:7           | 4:2                      | 1:1                 |
| VfL Neckarau             | 1:3                 | 2:3             | 3:1           | 0:0          |              | 4:2                    | 3:0          | 6:2           | 3:2                      | 4:1                 |
| FC Germania Brötzingen   | 1:0                 | 0:1             | 2:6           | 3:0          | 2:1          |                        | 1:1          | 4:1           | 0:0                      | 5:2                 |
| VfB Mühlburg             | 2:4                 | 1:2             | 1:0           | 2:2          | 3:3          | 0:0                    |              | 3:1           | 1:2                      | 5:0                 |
| Freiburger FC            | 2:5                 | 2:1             | 3:5           | 4:3          | 3:3          | 3:2                    | 2:1          |               | 1:1                      | 5:2                 |
| SpVgg Amicitia Viernheim | 1:1                 | 1:2             | 1:2           | 1:1          | 3:1          | 1:0                    | 3:1          | 4:3           |                          | 3:3                 |
| FC Phönix Karlsruhe      | 1:3                 | 1:3             | 2:2           | 2:2          | 4:0          | 3:5                    | 0:2          | 2:2           | 2:0                      |                     |

## Abschlusstabelle
| Pl. | Verein                       | Sp. | S  | U | N  | Tore    | Quote | Punkte |
| --- | ---------------------------- | --- | -- | - | -- | ------- | ----- | ------ |
| 1.  | SV Waldhof Mannheim          | 18  | 13 | 1 | 4  | 065:270 | 2,41  | 27:90  |
| 2.  | 1. FC Pforzheim              | 18  | 11 | 2 | 5  | 041:260 | 1,58  | 24:12  |
| 3.  | Karlsruher FV                | 18  | 8  | 4 | 6  | 043:340 | 1,26  | 20:16  |
| 4.  | VfR Mannheim (M)             | 18  | 7  | 6 | 5  | 039:440 | 0,89  | 20:16  |
| 5.  | VfL Neckarau                 | 18  | 7  | 3 | 8  | 042:450 | 0,93  | 17:19  |
| 6.  | FC Germania Brötzingen (N)   | 18  | 6  | 4 | 8  | 030:340 | 0,88  | 16:20  |
| 7.  | VfB Mühlburg                 | 18  | 4  | 7 | 7  | 028:300 | 0,93  | 15:21  |
| 8.  | Freiburger FC                | 18  | 6  | 3 | 9  | 045:570 | 0,79  | 15:21  |
| 9.  | SpVgg Amicitia Viernheim (N) | 18  | 5  | 5 | 8  | 025:420 | 0,60  | 15:21  |
| 10. | FC Phönix Karlsruhe          | 18  | 3  | 5 | 10 | 031:500 | 0,62  | 11:25  |

| (M) | Titelverteidiger               |
| (N) | Aufsteiger aus der Bezirksliga |

## Aufstiegsrunde
Kreuztabelle:
| 1935/36         | Rastatter FV 04 | SpVgg Sandhofen | FC 08 Villingen |     |
| --------------- | --------------- | --------------- | --------------- | --- |
| Rastatter FV 04 |                 | 6:1             | 2:0             | 3:0 |
| SpVgg Sandhofen | 2:1             |                 | 2:1             | 6:1 |
| FC 08 Villingen | 1:2             | 2:0             |                 | 1:0 |
| SC Freiburg     | 2:2             | 1:3             | 2:2             |     |

Abschlusstabelle:
| Pl. | Verein                                            | Sp. | S | U | N | Tore    | Quote | Punkte |
| --- | ------------------------------------------------- | --- | - | - | - | ------- | ----- | ------ |
| 1.  | Rastatter FV 04 (Sieger Bezirk II Mittelbaden)    | 6   | 4 | 1 | 1 | 016:600 | 2,67  | 09:30  |
| 2.  | SpVgg Sandhofen (Sieger Bezirk I Unterbaden)      | 6   | 4 | 0 | 2 | 014:120 | 1,17  | 08:40  |
| 3.  | FC 08 Villingen (Sieger Bezirk IV Konstanz)       | 6   | 2 | 1 | 3 | 007:800 | 0,88  | 05:70  |
| 4.  | SC i.d. FT Freiburg (Sieger Bezirk III Oberbaden) | 6   | 0 | 2 | 4 | 006:170 | 0,35  | 02:10  |

## Statistiken

### Torschützen
| Rang | Spieler         | Verein              | Tore |
| ---- | --------------- | ------------------- | ---- |
| 1    | Hermann Sessler | Freiburger FC       | 18   |
| 1    | Otto Siffling   | SV Waldhof Mannheim | 18   |
| 3    | Eugen Roth      | VfL Neckarau        | 13   |
| 4    | Karl Bielmeier  | SV Waldhof Mannheim | 12   |
| 4    | Oswald Brecht   | Karlsruher FV       | 12   |
| 4    | Erich Fischer   | 1. FC Pforzheim     | 12   |
| 4    | Kurt Langenbein | VfR Mannheim        | 12   |
| 4    | Hermann Schoser | FC Phönix Karlsruhe | 12   |

### Zuschauer
|         | Verein                   | Zuschauer | pro Spiel |
| ------- | ------------------------ | --------- | --------- |
| 01.     | SV Waldhof Mannheim      | 74.150    | 8.239     |
| 02.     | VfR Mannheim             | 57.000    | 6.333     |
| 03.     | Karlsruher FV            | 35.900    | 3.989     |
| 04.     | VfB Mühlburg             | 32.800    | 3.644     |
| 05.     | 1. FC Pforzheim          | 30.750    | 3.417     |
| 06.     | FC Germania Brötzingen   | 29.000    | 3.222     |
| 07.     | FC Phönix Karlsruhe      | 27.150    | 3.017     |
| 08.     | VfL Neckarau             | 22.900    | 2.544     |
| 09.     | Freiburger FC            | 21.000    | 2.333     |
| 10.     | SpVgg Amicitia Viernheim | 20.300    | 2.256     |
| Gesamt: | Gesamt:                  | 350.950   | 3.899     |

- Spiel mit den meisten Zuschauern: SV Waldhof Mannheim – 1. FC Pforzheim (8. März 1936; 20.000 Zuschauer)
- Spiel mit den wenigsten Zuschauern: VfL Neckarau – FC Germania Brötzingen (26. April 1936; 500 Zuschauer)